# The Sound of Silence
The Sound of Silence (englisch für „Der Klang der Stille“), auch The Sounds of Silence ‚Die Klänge der Stille‘, ist ein Folk-Rock-Song des US-amerikanischen Duos Simon & Garfunkel. Das von Paul Simon geschriebene Stück wurde erstmals 1964 auf dem Album Wednesday Morning, 3 A.M. veröffentlicht. Nachdem es bis dahin relativ unbeachtet geblieben war, erschien rund ein Jahr später eine überarbeitete Fassung als Single.
1966 erreichte sie in den USA die Spitzenposition der Charts, in Deutschland und in Österreich schaffte sie es in die Top Ten. 1967 wurde der Song in dem Film Die Reifeprüfung verwendet und erschien auf dem zugehörigen Soundtrack-Album. Das Lied wurde in die Liste der 500 besten Songs aller Zeiten und in die Rock and Roll Hall of Fame aufgenommen.

## Geschichte

### Erste Fassung
Das Lied beginnt mit den Worten

“Hello darkness, my old friend
I’ve come to talk with you again.”

„Hallo Dunkelheit, mein alter Freund
Ich bin gekommen, um wieder mit dir zu reden.“

 In einem Interview mit dem Playboy 1984 beschrieb Paul Simon, dass er auf die Zeile gekommen sei, weil er schon als Teenager häufig ins Badezimmer ging, um dort im Dunkeln Gitarre zu spielen:

“I used to go off in the bathroom, because the bathroom had tiles, so it was a slight echo chamber. I’d turn on the faucet so that water would run – I like that sound, it’s very soothing to me – and I’d play. In the dark. ‘Hello darkness, my old friend / I’ve come to talk with you again’.”

„Ich bin oft ins Badezimmer gegangen, denn es war gefliest und dadurch ein wenig ein Hallraum. Ich habe den Wasserhahn aufgedreht, damit das Wasser lief – ich mag dieses Geräusch, es ist sehr beruhigend für mich – und ich habe gespielt. Im Dunkeln. ‚Hello darkness, my old friend / I’ve come to talk with you again‘.“

Auf die Nachfrage, ob das der Ursprung von The Sound of Silence sei, antwortete Simon:

“Well, that’s the first line. Then it drifts off into some other things. I’ve always believed that you need a truthful first line to kick you off into a song. You have to say something emotionally true before you can let your imagination wander.”

„Nun, das ist die erste Zeile. Es geht dann in ein paar andere Dinge über. Ich habe immer daran geglaubt, dass man eine ehrliche erste Zeile braucht, um in ein Lied zu starten. Man muss etwas emotional Wahres sagen, bevor man seine Vorstellungskraft treiben lassen kann.“

Am 19. Oktober 1964 wurde das Lied als sechster Titel von Simon & Garfunkels Debütalbum Wednesday Morning, 3 A.M. veröffentlicht. In dieser Fassung wurden die beiden Stimmen von Simon und Garfunkel nur durch Simons akustische Gitarren begleitet. Derartige Musik war nach dem Ende des sogenannten Folkrevivals jedoch kaum noch gefragt, und so war die Platte zunächst ein Misserfolg. Nur rund 3000 Exemplare wurden verkauft, im Radio wurde kaum etwas daraus gespielt. Gegen Weihnachten betrachtete das Plattenlabel Columbia das Album als gescheitert. Simon & Garfunkel trennten sich, Art Garfunkel studierte Architektur, Paul Simon zog nach London.

### Zweite Fassung
1965 wurde Folk-Rock zunehmend populär. Tom Wilson, der Produzent von Wednesday Morning, 3 A.M., hatte zufällig mitbekommen, dass Sounds of Silence entlang der Ostküste mittlerweile häufiger im Radio gespielt wurde und die Nachfrage nach der LP, insbesondere nach dem Titel The Sounds of Silence, angestiegen war. Wilson beschloss, das Lied in eine Folk-Rock-Nummer umzuwandeln. Dazu nutzte er die ursprüngliche Aufnahme (mit Konzertgitarre und Westerngitarren) und ergänzte sie im Overdub-Verfahren um zwölfsaitige E-Gitarre, Bass und Schlagzeug, die in der zweiten Strophe einsetzen. Die zusätzlichen Tonspuren wurden im Anschluss an eine Studiosession für Bob Dylans Hit Like a Rolling Stone von Dylans Studiomusikern eingespielt. Zusammen mit Toningenieur Roy Halee, der ebenfalls schon an Wednesday Morning, 3 A.M. mitgewirkt hatte, fertigte Wilson daraus eine zweite Fassung des Songs.
Die überarbeitete Version wurde als Single veröffentlicht. Von alledem erfuhren Paul Simon und Art Garfunkel zunächst nichts. Erst als die Single schon in den Regalen stand, rief Wilson Garfunkel an und informierte ihn über sein Vorgehen. Simon dagegen kaufte sich im September, als er gerade in Dänemark war, eine Ausgabe des Billboard, das die US-Singlecharts Billboard Hot 100 herausgibt. Zu seiner Überraschung fand Simon The Sounds of Silence auf Platz 86. Als er wenige Tage später nach England zurückgekehrt war, erreichte ihn Garfunkel telefonisch und klärte ihn über das Geschehene auf. Simon und Garfunkel schlossen sich wieder zusammen und kehrten ins Studio zurück, um gemeinsam weitere Lieder aufzunehmen. Am 1. Januar 1966 stand The Sounds of Silence an der Spitze der US-Singlecharts. Wenige Tage später veröffentlichten sie ihr zweites Studioalbum Sounds of Silence mit der überarbeiteten Fassung von The Sounds of Silence als erstem Titel.

### Titel
Das Lied erschien auf Wednesday Morning, 3 A.M. unter dem Titel The Sounds of Silence. Mit dem Plural Sounds im Titel wurde es auch als Single und auf dem Album Sounds of Silence veröffentlicht. Auf anderen Simon-&-Garfunkel-Alben, aber auch auf Paul Simons Solo-LP The Paul Simon Songbook von 1965 steht das Wort Sound dagegen im Singular. Im Liedtext kommen beide Varianten vor. Simon & Garfunkel bezeichnen das Lied auf ihrer Internetpräsenz als The Sound of Silence. Auch die das amerikanische Copyright verwaltende Library of Congress und die Verwertungsgesellschaft BMI führen in ihren Datenbanken den Titel in der Einzahl.

## Rezeption
Das Musikmagazin Rolling Stone wählte den Song 2004 auf Platz 156 seiner Liste der 500 besten Songs aller Zeiten. Es bewertet ihn damit als drittbestes Lied von Simon & Garfunkel nach Bridge over Troubled Water und The Boxer. Die Rock and Roll Hall of Fame führt das Lied in der Liste der Songs That Shaped Rock and Roll. Die Recording Industry Association of America platzierte das Stück an 79. Stelle in ihrer Liste der Songs of the Century. Die kurzzeitig populäre und drei Jahre später eingestellte amerikanische Musikzeitschrift Blender führte das Lied 2004 an Position 42 der 50 schlechtesten Lieder aller Zeiten und begründete dies mit dem „wichtigtuerischen“ Liedtext. Beispielhaft hervorgehoben wurde die Zeile “Hear my words that I might teach you” (deutsch: „Hört meine Worte, die ich Euch lehren könnte“). In den deutschen Most-Wanted-Charts belegte das Stück in der Hitliste der 1960er Jahre den ersten Platz im September sowie Oktober 2016.

## Kommerzieller Erfolg

### Chartplatzierungen
| ChartsChartplatzierungen       | Höchstplatzierung | Wochen/ Monate |
| ------------------------------ | ----------------- | -------------- |
| Deutschland (GfK)              | 9 (1½ Mt.)        | 1½ Mt.         |
| Österreich (Ö3)                | 3 (2 Mt.)         | 2 Mt.          |
| Schweiz (IFPI)                 | 94 (1 Wo.)        | 1 Wo.          |
| Vereinigte Staaten (Billboard) | 1 (14 Wo.)        | 14 Wo.         |

### Auszeichnungen für Musikverkäufe
| Land/Region                  | Auszeichnungen für Musikverkäufe (Land/Region, Auszeichnung, Verkäufe) | Verkäufe  |
| ---------------------------- | ---------------------------------------------------------------------- | --------- |
| Dänemark (IFPI)              | Platin                                                                 | 90.000    |
| Deutschland (BVMI)           | Gold                                                                   | 250.000   |
| Italien (FIMI)               | Platin                                                                 | 50.000    |
| Kanada (MC)                  | Gold                                                                   | 75.000    |
| Neuseeland (RMNZ)            | 2× Platin                                                              | 60.000    |
| Spanien (Promusicae)         | Platin                                                                 | 60.000    |
| Vereinigte Staaten (RIAA)    | Gold                                                                   | 1.000.000 |
| Vereinigtes Königreich (BPI) | Platin (Sony) · + Silber (Columbia)                                    | 800.000   |
| Insgesamt                    | 1× Silber · 3× Gold · 6× Platin ·                                      | 2.385.000 |

Hauptartikel: Simon & Garfunkel/Auszeichnungen für Musikverkäufe

## Version von Disturbed

### Entstehung
Im Jahre 2015 wurde das Lied von der US-amerikanischen Metal-Band Disturbed auf ihrem Album Immortalized gecovert und am 7. Dezember 2015 als vierte Single des Albums ausgekoppelt. Sänger David Draiman erklärte, dass seine Band für das Album zunächst ein Lied aus den 1980er Jahren covern wollte. Er hatte dann die Idee, ein älteres Lied auszuwählen. Schlagzeuger Mike Wengren schlug daraufhin The Sound of Silence vor. Disturbed wollten ihre Version zunächst wie ihre Versionen der Lieder Shout und Land of Confusion angehen und „aggressiver und peppiger“ als das Original gestalten. Da die Band in der Vergangenheit bereits so gearbeitet hat, schlug der Gitarrist Dan Donegan vor, dieses Mal einen ätherischen und atmosphärischen Ansatz zu wählen. David Draiman zweifelte zunächst an diesem Vorschlag, da das Original bereits diese Eigenschaften besitzt.
Eines Tages spielte der Produzent Kevin Churko Draiman den Klavierpart vor, der am Anfang des Liedes zu hören ist. Obwohl Draiman ziemlich erschöpft war und eigentlich Feierabend machen wollte, kehrte er für rund drei Stunden in die Aufnahmekabine zurück und probierte dabei mehrere rhythmische und melodische Varianten aus. Laut Draiman war es die bis dahin längste Aufnahmesession seiner Karriere und das erste Mal, dass seine Bandkollegen bei der Aufnahme des Gesangs ebenfalls im Studio waren. In den folgenden drei Tagen mischte Churko aus den Aufnahmen das fertige Lied.
Für das Lied wurde ein Musikvideo veröffentlicht, bei dem Matt Mahurin Regie führte. Am 28. März 2016 traten Disturbed mit ihrer Version in der Late-Night-Show Late Night with Conan O’Brien auf. Paul Simon, der den Auftritt der Band in der Show sah, schrieb eine E-Mail an David Draiman, in der er Disturbed für den kraftvollen Auftritt beglückwünschte. Simon verlinkte von seinem Twitter-Account zu Disturbeds Auftritt und schrieb von einer „wundervollen Interpretation“. Die Version von Disturbed wurde bei den Grammy Awards 2017 in der Kategorie Best Rock Performance nominiert.

### Chartplatzierungen
| ChartsChartplatzierungen       | Höchstplatzierung | Wochen |
| ------------------------------ | ----------------- | ------ |
| Deutschland (GfK)              | 2 (47 Wo.)        | 47     |
| Österreich (Ö3)                | 1 (40 Wo.)        | 40     |
| Schweiz (IFPI)                 | 12 (30 Wo.)       | 30     |
| Vereinigte Staaten (Billboard) | 42 (20 Wo.)       | 20     |
| Vereinigtes Königreich (OCC)   | 29 (… Wo.)        | …      |

| ChartsJahrescharts (2016) | Platzierung |
| ------------------------- | ----------- |
| Deutschland (GfK)         | 14          |
| Österreich (Ö3)           | 3           |

| ChartsJahrescharts (2024)    | Platzierung |
| ---------------------------- | ----------- |
| Vereinigtes Königreich (OCC) | 95          |

| ChartsJahrescharts (2010–2019) | Platzierung |
| ------------------------------ | ----------- |
| Österreich (Ö3)                | 35          |

### Auszeichnungen für Musikverkäufe
| Land/Region                  | Auszeichnungen für Musikverkäufe (Land/Region, Auszeichnung, Verkäufe) | Verkäufe   |
| ---------------------------- | ---------------------------------------------------------------------- | ---------- |
| Australien (ARIA)            | 8× Platin                                                              | 560.000    |
| Dänemark (IFPI)              | 2× Platin                                                              | 180.000    |
| Deutschland (BVMI)           | Diamant                                                                | 1.000.000  |
| Italien (FIMI)               | Platin                                                                 | 50.000     |
| Kanada (MC)                  | Diamant                                                                | 800.000    |
| Neuseeland (RMNZ)            | 6× Platin                                                              | 180.000    |
| Norwegen (IFPI)              | 2× Platin                                                              | 120.000    |
| Österreich (IFPI)            | Platin                                                                 | 30.000     |
| Polen (ZPAV)                 | 2× Diamant                                                             | 500.000    |
| Schweden (IFPI)              | 2× Platin                                                              | 80.000     |
| Schweiz (IFPI)               | Gold                                                                   | 15.000     |
| Spanien (Promusicae)         | Gold                                                                   | 30.000     |
| Vereinigte Staaten (RIAA)    | 9× Platin                                                              | 9.000.000  |
| Vereinigtes Königreich (BPI) | 3× Platin                                                              | 1.800.000  |
| Insgesamt                    | 2× Gold · 34× Platin · 4× Diamant ·                                    | 14.545.000 |

Hauptartikel: Paul Simon/Auszeichnungen für Musikverkäufe

## Weitere Coverversionen
- 1998 coverte die Band The Bates den Song auf ihrem Album intraVenus.[29]
- 2000 coverte die Band Nevermore den Song in einer musikalisch völlig anders arrangierten Progressive-Thrash-Version, bei der nur der Text und Teile der Gesangsmelodie erhalten blieben.[30]
- 2017 coverte der Verlag Wolfy-Office den Song, um ihn als Promo für das Hörspiel Blood Red Sandman zu nutzen. Gesungen wurde dieser im Duett vom US-amerikanischen Sänger Ski King und der Synchronsprecherin Chiara Haurand. Die Musik wurde von Peter Müller eingespielt.[31]
- Der US-amerikanische Rapper Eminem sampelte das Lied 2020 in seinem Song Darkness.[32]
- 2024 veröffentlichte der House-Produzent Cyril einen Remix der Disturbed-Version, der in Deutschland, Österreich in der Schweiz die Charts erreichte.[33][34]
- 2024 veröffentlichte Luciano eine Reggae-Version des Lieds.[35]